# Diebling
Diebling (deutsch Dieblingen) ist eine französische Gemeinde mit 1670 Einwohnern (Stand 1. Januar 2022) im Département Moselle in der Region Grand Est (bis 2015 Lothringen). Sie gehört zum Arrondissement Forbach-Boulay-Moselle und zum Kommunalverband Forbach Porte de France.

## Geografie
Die Gemeinde Diebling liegt etwa neun Kilometer westlich von Saargemünd und zehn Kilometer südöstlich von Forbach, nahe der Grenze zum Saarland auf einer Höhe von 240 m über dem Meer im Tal des Strichbaches, der wie der im Süden des Gemeindegebietes verlaufende Altwiesenbach wenige Kilometer östlich in die Saar mündet.
Das Gebiet der Gemeinde Diebling ist durch Acker- und Wiesland sowie durch Streuobstwiesen geprägt, im Süden bestehen mit den Forsten Rocketalien, Buschwald und Dachshubelwald größere Waldgebiete.
Nachbargemeinden von Diebling sind Tenteling im Norden, Nousseviller-Saint-Nabor im Nordosten, Metzing im Osten, Guebenhouse im Süden, Loupershouse im Südwesten, Farschviller im Westen sowie Théding im Nordwesten.

## Geschichte
Der Ortsname stammt von einem fränkischen Krieger, der zu einer im Strichbachtal siedelnden Kolonie gehörte. Über Dubelange (1272) und Duebling (Ende des 16. Jahrhunderts) änderte sich die Schreibweise des Namens zu Diebling – in der Zeit unter deutscher Verwaltung (von 1870 bis 1918 und von 1940 und 1944) hieß das Dorf Dieblingen.

### Kirche St. Wendelin
Man vermutet, dass es bereits im 11. oder 12. Jahrhundert ein einfaches Oratorium oder eine Kapelle zu Ehren des Heiligen Wendelin gab. Spätestens 1423 ist durch die Gründung der Bruderschaft des heiligen Wendelin belegt, dass eine Kapelle existierte, die zeitweise sogar Wallfahrtsort war. Die Bewohner Dieblingens waren aber Teil der Kirchgemeinde in Tentelingen und so gingen sie noch sehr lange den zwei Kilometer langen Kirchweg in das höher gelegene Nachbardorf. Erst 1775 bekam die Gemeinde in Diebling ihren ersten eigenen Pfarrer. Die heutige Kirche stammt aus dem Jahre 1826. Es gibt weder Baupläne noch Rechnungen und so wird angenommen, dass die Einwohner Dieblings je nach ihren Fähigkeiten zum Kirchenbau beitrugen. Die Steine wurden nordwestlich des Dorfkerns an der Straße nach Ebring gebrochen, das Holz kam aus gemeindeeigenem Forst und für die Transporte kam ebenfalls die Gemeinde auf. Zwei der drei Glocken stammten aus der alten Kapelle. 1838 wurde eine Orgel beschafft. Die Glasfenster entstanden zwischen 1890 und 1904 in einer Münchner Werkstatt. Zweimal – 1917 und 1943 – wurden die Glocken von den Deutschen beschlagnahmt und eingeschmolzen; die heute läutenden wurden 1957 gegossen.

### Bevölkerungsentwicklung
| Jahr      | 1962 | 1968 | 1975 | 1982 | 1990 | 1999 | 2011 | 2021 |
| Einwohner | 1181 | 1265 | 1489 | 1583 | 1709 | 1629 | 1653 | 1673 |

Im Jahr 1990 wurde mit 1709 Bewohnern die bisher höchste Einwohnerzahl ermittelt. Die Zahlen basieren auf den Daten von cassini.ehess und INSEE.

## Sehenswürdigkeiten
- Kirche St. Wendelin mit Zwiebelturm

## Wirtschaft und Infrastruktur
In der Gemeinde sind 16 Landwirtschaftsbetriebe ansässig (Getreide- und Obstanbau, Milchwirtschaft, Zucht von Rindern, Schafen und Ziegen). In Diebling gibt es eine Reihe kleiner Handwerks- und Dienstleistungsbetriebe. Viele Bewohner pendeln in die umliegenden Industrie- und Gewerbegebiete. 
Durch Diebling führt die vielbefahrene Fernstraße D 910 von Saargemünd nach Saint-Avold. Auch die Bahnlinie Haguenau–Sarreguemines–Hargarten verläuft durch Diebling, Zustiegsmöglichkeiten bestehen aber nur in den nahegelegenen Gemeinden Hundling und Loupershouse.

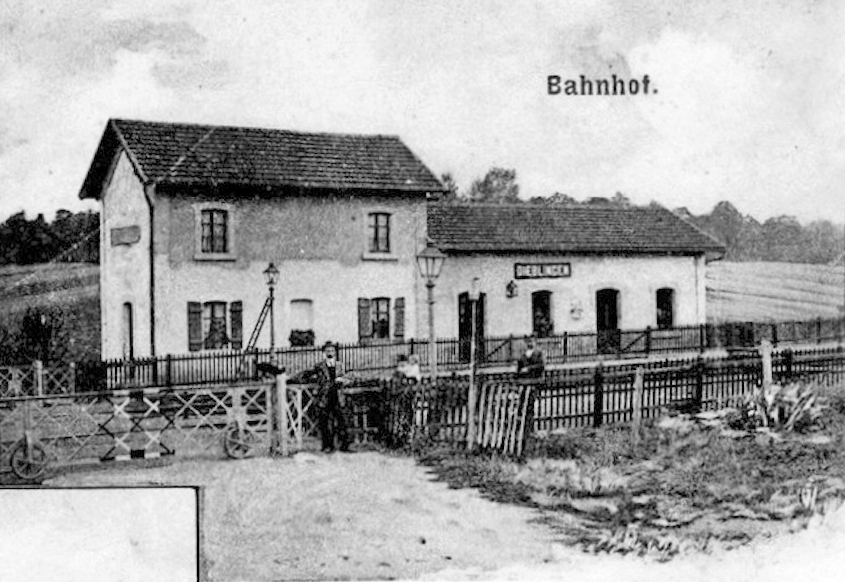
Bahnhof Dieblingen um 1910

## Belege
1. ↑  Namensherkunft auf agglo-forbach.fr (Memento vom 7. November 2011 im Internet Archive) (französisch)
2. ↑  Geschichte der Kirche nach Auszügen aus dem Buch von Denis M. Bergdoll: «Diebling sur les traces de son passé», 1997
3. ↑  Diebling auf cassini.ehessannuaire-mairie
4. ↑  Diebling auf INSEE
5. ↑  Landwirtschaftsbetriebe auf annuaire-mairie.fr (französisch)